# Jacqueline Duché
Jacqueline Duché, née le 24 décembre 1892 à Paris 9e et morte le 4 mai 1973 à Sarcelles, est une femme de lettres, illustratrice de contes pour enfants et décoratrice. Elle est surtout connue pour des contes, des nouvelles et des romans publiés dans La Semaine de Suzette et illustrés par elle-même des années 1920 aux années 1950.

## Biographie

### Famille et enfance
De son vrai nom Joséphine Jacqueline Cranney, elle naît le 24 décembre 1892 dans le neuvième arrondissement de Paris, au foyer de Henry Cranney, ingénieur, et de Marie-Jeanne Franceschi, sculptrice. Ils se sont mariés à Paris 9e le 10 novembre 1886.
Son père, né le 2 février 1845, issu de l’École centrale de Paris, est directeur d'une sucrerie ; il a reçu la Médaille militaire et la Médaille commémorative de la guerre 1870-1871. Sa mère (1864-1944), est la fille du sculpteur Jules Franceschi (1825-1893) et de l'actrice à la Comédie française, Emma Fleury (1836-1917).
Filleule de l'acteur Coquelin Cadet, elle baigne dans un milieu d'intellectuels et d'artistes. Son goût pour les arts et la littérature est encouragé par sa famille ; il se manifeste dès l'âge de 7-8 ans au travers d'une chronique qu'elle rédige et illustre elle-même à l'attention de ses proches et qu'elle intitule Journal d'Henri IV. Jeune fille, Jacqueline est élève de Mme Esther Chevalier pour étudier le chant ; sa sœur et elle jouent dans l'Amour médecin, de Molière pour les amis de Mme Le Bret, née d'Eichtal, dans ses salons de l'avenue Haussmann.

### Carrière d’illustratrice et de romancière
Dès 1907, Jacqueline Cranney rédige des contes qu’elle illustre et qui sont édités par le journal Polichinelle des éditions Bauche (de 1907 à 1909) ou par le journal Saint-Nicolas des éditions Delagrave (de 1907 à 1933). En 1911, ses premiers dessins sont publiés dans La Semaine de Suzette, sous la signature « J. Cranney » ; à partir de 1922, elle devient une collaboratrice régulière de cette revue, à laquelle elle reste fidèle jusqu’en 1957. Elle y fait paraître à la fois des illustrations et des contes et nouvelles. 
Son premier roman, Farfadette, y est publié en feuilleton au cours de l’année 1923, avant d’être repris en volume dans la collection « La Bibliothèque de Suzette » en 1926, où il est réédité en 1950. En janvier 1914, Jacqueline Cranney  a épousé Jacques Duché. Il meurt prématurément en décembre 1923 ; elle se retrouve veuve avec trois enfants et intensifie sa production littéraire. Outre La Semaine de Suzette, Jacqueline Duché collabore à plusieurs revues enfantines comme Benjamin, Les Enfants de France ou Lisette. Elle assure aussi la page enfantine de certains journaux comme Le Petit Parisien (de 1919 à 1923), L’Excelsior (de 1920 à 1922), Le Figaro (de 1923 à 1924) ou L’Écho d’Alger (de1929 à 1931).
Les romans de Jacqueline Duché s’adressent aux fillettes. « ils présentent une intrique simple, structurée, fondée sur une énigme à résoudre par des personnages typés et vivants.» Ils se déroulent « dans un milieu social aisé », les thèmes abordés soulignent « l’importance de la famille et d’une bonne éducation » et les intrigues connaissent « toujours un heureux dénouement ». Plusieurs sont traduits en anglais, en italien et en portugais.
Jacqueline Duché reçoit le prix de La Semaine de Suzette en 1938.
Elle illustre également des romans et des albums pour enfants, des chansons, et des méthodes de lecture, comme la méthode Boscher des éditions Oberthur (de 1938 à 1945).
Elle travaille  peu pour un public d’adultes, avec des illustrations pour la revue La France à table, pour Les Veillées des chaumières (de 1922 à 1956) et en illustrant parfois des éditions de bibliophilie.

### Carrière dans la décoration et la publicité
En dehors de sa carrière d’illustratrice et de romancière, Jacqueline Duché construit une œuvre de décoratrice. Elle réalise la salle de jeux des enfants de 1ère classe du paquebot Normandie, le pavillon « Femme, enfant, famille », , le pavillon de l’œuvre des enfants des chômeurs et celui des crèches à l’exposition internationale de Paris de 1937, un pavillon de l’enfance à l’exposition internationale de New-York en 1939-1940. Ces réalisations sont quelquefois primées. 
Avant la Seconde Guerre mondiale, elle décore des appartements, des maisons, des magasins de luxe. Pour la compagnie russe de Nikita Balieff ou pour le théâtre de l’Apollo en 1926, elle réalise des décors et des costumes. Enfin elle effectue divers travaux publicitaires pour des maisons de luxe : le confiseur Boissier (boîtes de baptême), Risacher, Marquise de Sévigné, Coupe d’or (années 1920), les grands magasins du Louvre (1936) les laboratoires Roussel, Roger & Gallet (années 1940).

### Fin de carrière
À partir de 1947, Jacqueline Duché enseigne l’illustration à l’école de l’Union centrale des arts décoratifs de la rue Beethoven, tout en poursuivant sa production littéraire. Elle est nommée Officier de la Légion d’honneur pour l’ensemble de son œuvre en 1957.
Elle meurt le 4 mai 1973 à Sarcelles et est inhumée au cimetière du Père Lachaise à Paris.

## Œuvre

### Comme auteure
- Trèfle à quatre feuilles illustré par Jacqueline L. Gaillard, 1955
- Alouettes, rompez vos filets, 1960

### Comme auteure et illustratrice
- Une leçon méritée, texte et couverture de la revue Mon journal illustré pour les enfants, n°48 du 26 août 1922
- La conquête de Delphine, texte et couverture dans la revue Mon journal illustré pour les enfants, n°1 du 7 octobre 1922
- Vieux proverbes pour votre bonne santé, douze compositions de Jacqueline Duché, Laboratoires Lescène, 1933[18]
- Babiole et ses géants, 1937
- Bigoudi-Bigouda, 1937
- Les Apprentis de Mme Flan, 1937
- Histoire du petit Ange Rose, 1943
- Les Fantômes blonds de Soudrac, 1946
- Alphabet en plein air, 1946
- Sous la bourrasque, paru en feuilleton, Lisette, du no 27, 4 juillet 1948, au no 37, 12 septembre 1948
- Le trio mystérieux du Mont-Plaintif, Lisette no 54, 1948
- Deux rubis dans l'ombre, 1955
- Six dans une tourelle, 1956
- Ève et Bergère, 1957
- Capucine et son écossais, 1957
- Zoé la prétentieuse, imprimé en 1997

### Comme illustratrice
- Histoire de la princesse Isée, par Pierre Mornand, 1918
- Un trio de gourmands pour la couverture de la revue Mon journal illustré pour les enfants, n°36 du 3 juin 1922
- Deux mois de vacances, par Jeanne Suzanne, 1924
- Le dernier Amour de Mme de Marlborough, par Pierre Mornand 1924
- La maison forestière, par Denise Aubert, 1924
- Les enfants de la maison rose, par M. Diderot, 1928
- Les malheurs de Berlicoquet, par G. de la Baume, 1928
- Le pommier merveilleux, par G. de la Baume, 1929
- Le beau coq de la Picoulette, par G. de la Baume, 1929
- Histoire du Poussin Chaussé, de Simonne Ratel, 1932
- Melle Mimi à Paris, de H. Lauvernière, 1932
- Melle Mimi en voyage, de H. Lauvernière, 1932
- Fauvette et ses frères, par Ch. Ab Der Halden et M. Lavaut, 1933
- Melle Tarlatane en Amérique, de Simonne Ratel, 1933
- Melle Tarlatane au pays du cinéma, de Simonne Ratel, 1934
- Pimprenelle et Mafouinette, par M. Vigneron, 1934
- Gais refrains du pays de France, par Germaine Weill, 1934
- Rounds Songs ands Carols, par E. Soubeyran, 1935
- Der neue Paris, par Henri Didier, 1935
- Das Wettermännlein, par Henri Didier, 1935
- Une petite fille tombée de la lune, par Berthe Bernage, 1937
- Gentil coquelicot Mesdames ! par Germaine Weill et Germaine Just, 1938
- Celle qui aima beaucoup les petits enfants, Eugénie Milleret de Brou, Fondatrice des Religieuses de l'Assomption. Imprimeries. Oberthur, Rennes, Paris. 1939.
- La maison aux yeux fermés, par Denyse Renaud, 1935
- Jambe de bois, par Thérèse Le Caisne, 1945
- Voyez comme on danse un peu partout en Europe, par Edmée Arma. Ed. Henry Lemoine et Cie, Paris-Bruxelles. 1946.
- Méthode Boscher ou La Journée des tout petits, par M. et V. Boscher et J. Chapron, instituteurs, 1947
- Histoire d'un casse noisette, par Alexandre Dumas, Librairie Gedalge, 1948
- Sur le qui-vive, de Maria de Crisenoy, publié en feuilleton dans Lisette, du 1er janvier (no 1) au 26 mars 1950 (no 13)
- La maison du lis, par Delly, 1954
- Contes d'or de ma mère-grand, par Charles-Robert Dumas